# Sociedad del Imperio Antiguo Asirio

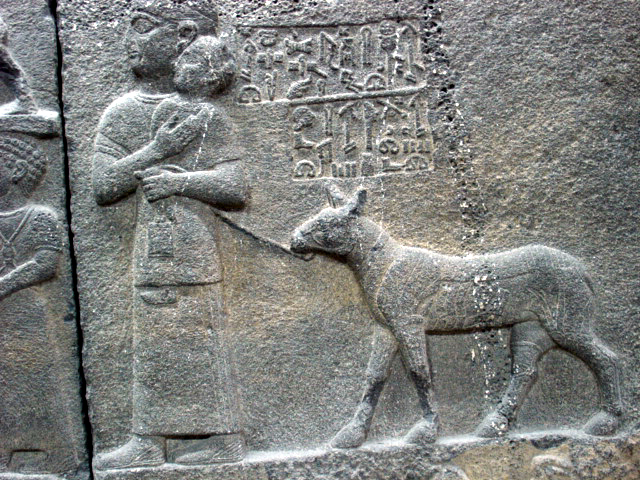
Relieve asirio.Museo de las Civilizaciones de Anatolia.

La riqueza de los archivos privados en forma de tablillas de barro de mercaderes asirios encontradas en la ciudad de Kanesh han permitido documentar no solo la vida económica y comercial de estos comerciantes sino también información sobre sus creencias religiosas, transacciones comerciales, la organización de la economía familiar y asuntos domésticos.
La sociedad del imperio antiguo asirio se dividía en dos grupos principales, los ciudadanos libres, que se llamaban a sí mismos "hombres" (awīlum) o "hijos de Assur" y los "esclavos" (wardum, amtum). Aparentemente no existía una distinción específica entre los ciudadanos asirios libres, pero según su rango, edad y riqueza se les consideraba miembros "grandes" (rabi) o pequeños (ṣaher) de las asambleas de Assur y Kanesh. Y desde el punto de vista legal tampoco se hacía distinción entre hombres y mujeres, que poseerían más o menos los mismos derechos.

## Esclavos
La esclavitud era un elemento económico y social importante en la sociedad del Antiguo Oriente Próximo. En la lengua acadia, se utilizaban varios términos para designar a los esclavos, el más común era wardum, aunque este término también se utilizaba, de manera harto confusa, para designar a los sirvientes oficiales (que eran libres), a los criados y otro tipo de subordinados, a los soldados y a los súbditos del rey. Dado que muchos de los individuos designados como wardum en los textos del antiguo imperio asirio se describen como encargados de las propiedades y de realizar tareas administrativas en nombre de sus amos, es posible que muchos de ellos fueran en realidad sirvientes libres y no esclavos en el sentido común del término. Todos los demás términos utilizados para designar a los esclavos tenían también significados secundarios o alternativos en otros contextos: por ejemplo, a los esclavos se les denominaba colectivamente subrum pero también podría significar utensilios o ganado y el término amtum (utilizado para las esclavas)era la misma palabra que se utilizaba para las segundas esposas. Otro término que a veces se utilizaba como sinónimo de wardum era ṣuḫārum (versión femenina ṣuḫārtum), aunque esta palabra también podía utilizarse para referirse a un niño
Había dos tipos principales de esclavos: los esclavos en propiedad, principalmente extranjeros capturados o que eran botín de guerra, y los esclavos por deudas, hombres y mujeres, anteriormente libres, que no habían podido pagar sus deudas. Muchos de los esclavos por deudas eran anatolios que habían perdido su derecho a la redención. En algunos casos, las autoridades se apoderaban de los niños asirios por las deudas de sus padres y los vendían como esclavos cuando éstos no podían pagar. Los hijos de las esclavas se convertían automáticamente en esclavos, a menos que se hubiera acordado otra cosa.
La posesión de esclavos se consideraba un signo de riqueza similar a poseer una o varias casas. Los esclavos constaban en los contratos de venta, en las últimas voluntades y testamentos. Las mujeres poseían sus propios esclavos que adquirían mediante la dote o por compra. Las esclavas se ocupaban de las tareas de la casa y de la cría de los niños, incluso servían de concubinas para procrear en nombre de sus propietarios infértiles. Los esclavos varones trabajaban como sirvientes, podían utilizarse para transportar mercancías e incluso ser alquilados para trabajar como personal de caravanas. Un esclavo podía ser vendido para pagar una deuda pero también podía ser embargado por un acreedor o por las autoridades como garantía de pago de una deuda. También había niños asirios en Assur que eran entregados como prenda (erubabatum) por las deudas de los padres, retenidos por el acreedor y, a veces, vendidos para pagar la deuda una vez había vencido el plazo.

## Familia
En las sociedades mesopotámicas la familia era el pilar básico de la sociedad y tenía su reflejo en los códigos de leyes. Por desgracia se carece, de momento, de leyes escritas asirias del periodo tratado. El derecho de familia asirio ha de deducirse a partir de las tablillas escritas localizadas en las ciudades de Assur y Kanesh. En contra de la creencia generalizada, las mujeres y hombres asirios de la época tenían cierta igualdad en muchos ámbitos: ambos podían iniciar procesos de divorcio, debían pagar multas de idéntica cuantía y tanto niños como niñas podían heredar propiedades, hombres y mujeres podían comerciar, prestar dinero, comprar y vender posesiones o escribían o mandaban escribir sus últimas voluntades.

### Matrimonio y divorcio

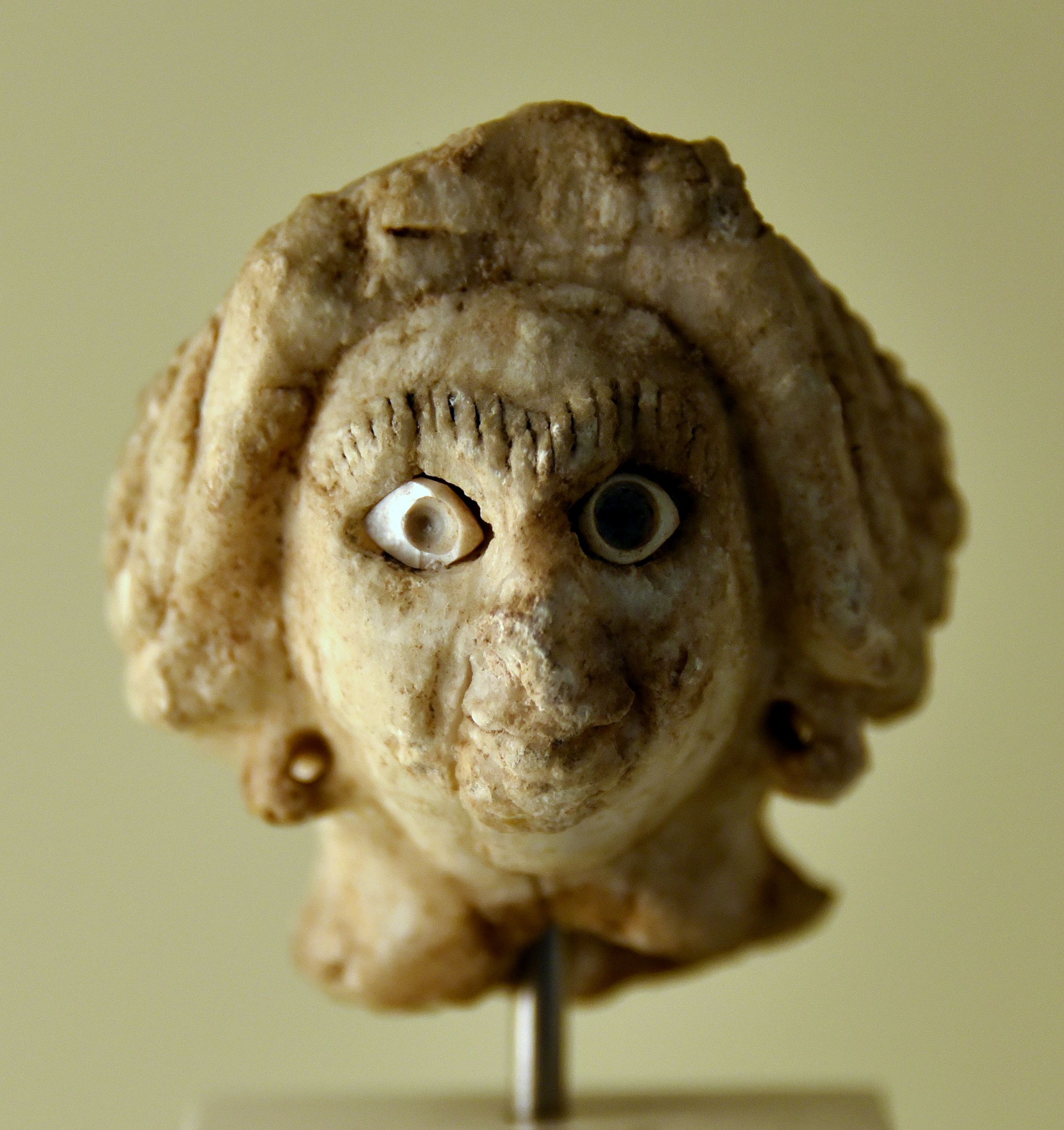
Cabeza de una estatuilla femenina de Assur (Ashur), Mesopotamia, Irak. 2400-2100 A.C. Expuesta en el Museo de Pérgamo, Berlín, Alemania.

Las tablillas nos proporcionan algunos datos sobre los contratos matrimoniales, ceremonial y estatus de las esposas en el matrimonio. Es posible que los contratos matrimoniales que nos han llegado por escrito se redactaran para casos particulares. En todo caso no parecen estar estandarizados. El acuerdo se realizaba entre los padres de la novia y el novio y/o la familia de este. El matrimonio se planificaba para que se celebrara cuando la chica alcanzara la edad adulta. Los regalos matrimoniales rara vez se mencionan en los contratos pero en unos pocos textos se indica que si no se intercambiaban regalos el compromiso podía romperse. La dote entregada a la novia cuando dejaba la casa de su padre le pertenecía a ella y posteriormente la heredaban sus hijos. Después de la ceremonia, la mujer abandonaba la casa de su familia para trasladarse a la casa de su marido, que debía proporcionarle ropa y manutención.
Por regla general, el matrimonio era monógamo. En algunos contratos matrimoniales se explicita que el novio se compromete a no tomar otra esposa. Si después de dos o tres años de matrimonio las parejas no tenían hijos (en el Antiguo Oriente Próximo sólo se considera la esterilidad femenina), el marido podía tomar una segunda esposa para asegurarse una progenie. También estaba la opción de comprar una esclava (que también podía ser elegida por la esposa) para procrear descendientes. Esta mujer nunca adquiría el estatus de segunda esposa y seguía siendo esclava. En la situación particular del comerciante asirio que estaba lejos de su patria y se establecía en otros lugares durante largos periodos de tiempo, se le permitía allí tomar una segunda esposa. En este caso el estatus no era el mismo para las dos esposas una era la assatum (esposa principal) y la otra la amtum(segunda esposa), ambas no podían vivir en la misma zona y el marido debería proporcionar un hogar y manutención por separado. Sin embargo, no se desprende del registro epistolar que las segundas esposas tuvieran menos derechos que las primeras esposas.
La mayoría de los divorcios recopilados en los textos que se conservan eran consensuados y resultaban de acuerdos privados realizados en presencia de testigos. Las elevadas multas por divorcio, de hasta 5 minas de plata, debían ser pagadas tanto por el marido como por la mujer y ambos podían volver a casarse después. Si un hombre decidía divorciarse de su mujer, podía devolverla a su familia, pero tenía que pagar una indemnización. Si la esposa se "había comportado mal", el marido podía despojarla de sus bienes y expulsarla del hogar conyugal. Los divorcios con la segunda esposa en Anatolia eran más comunes que los divorcios en la propia Assur, ya que los maridos se retiraban del comercio y regresaban a Assur de forma permanente. En estos casos, el marido tenía que decidir si se llevaba a sus hijos con él o no, y tenía que pagar ciertas cantidades de dinero en función del número de hijos que se llevara.

### Niños y educación
Los niños se criaban en un ambiente femenino. Algunas familias ricas podían contratar una nodriza (mušēniqtum) que recibía un salario. Si la madre moría, a veces durante el parto, sus hijos eran confiados a otros miembros de la familia como tíos o abuelos. El padre tenía autoridad legal sobre sus hijos y el derecho a decidir si los casaba o consagraba a sus hijas.Los niños más pequeños eran criados por su madre que también velaba por su educación moral y religiosa. Los varones podían aprender a leer y escribir con un maestro. Cuando alcanzaban la adolescencia seguían a sus padres en sus empresas comerciales y aprendían los fundamentos del oficio. Las niñas se quedaban con su madre, le ayudaban en sus tareas diarias y aprendían a hilar y a tejer, contribuyendo a la producción doméstica de textiles.

## Alimentación

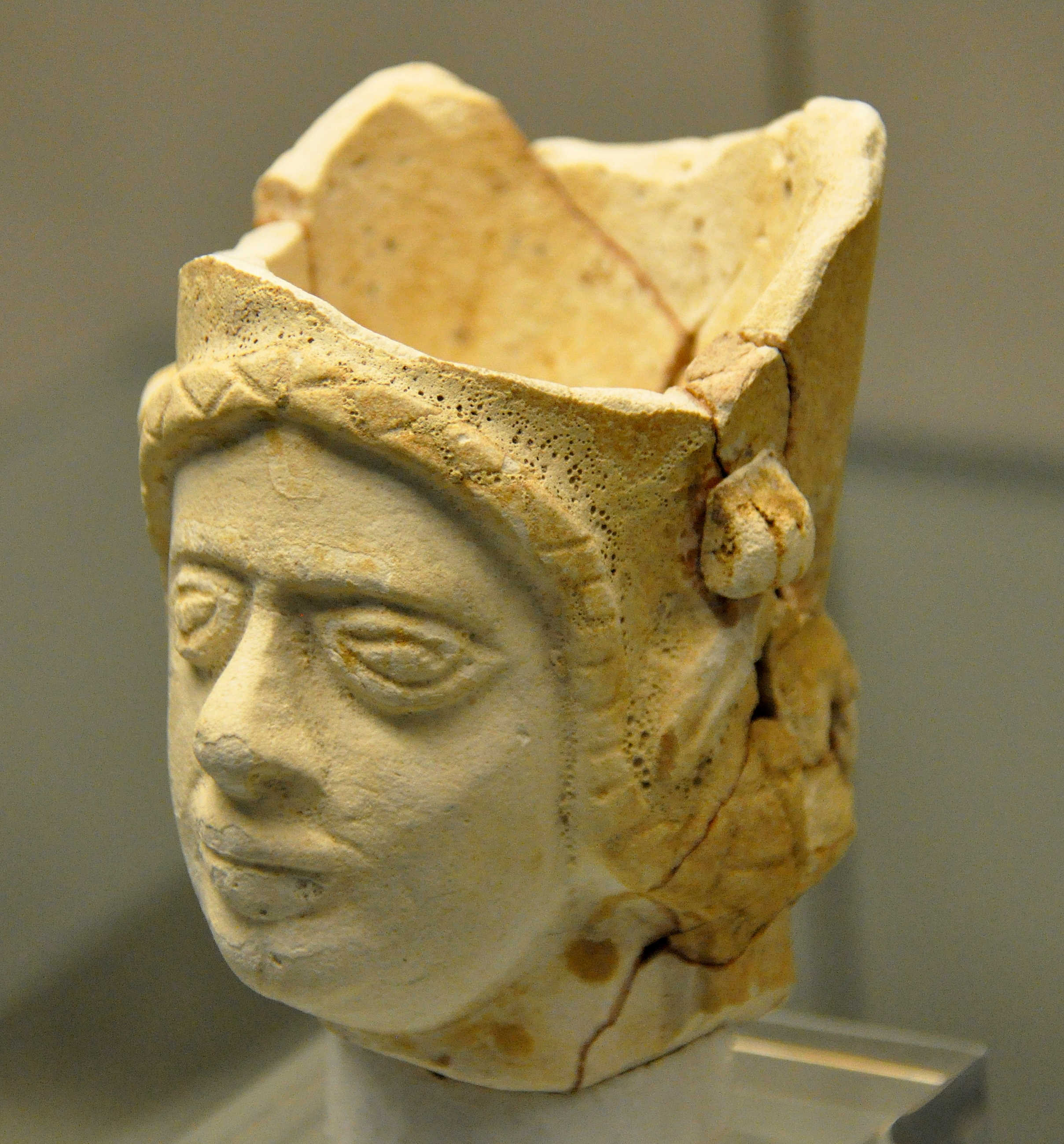
Vaso para beber con forma de cabeza de mujer. Del templo de Ishtar en Assur, Irak. 1500-1200 A.C. Museo Británico.

En general, la comida era preparada por las mujeres que cocinaban en los recipientes de metal que recibían como parte de su dote. Los registros cuneiformes de Kanesh ofrecen información más detallada sobre la alimentación, y establecen que el pan y la cerveza eran los principales alimentos (también el agua, aunque se daba por descontado y por eso no se menciona en los textos). Se consumían dos variedades de pan: el pan de masa madre y el pan hecho sólo con agua y harina. La grasa animal y el aceite de sésamo se utilizaban a veces para cocinar. Para realzar los sabores, a veces se añadía miel como edulcorante, y entre las hierbas y especias comunes se encontraban la sal, el comino, el cilantro y la mostaza. También se comía carne y pescado, a menudo a la parrilla o en guisos. Los animales solían matarse en casa, pero también era posible comprar trozos de carne ya cortados, ya sea en Assur o por comerciantes a lo largo de las rutas de viaje.
Aunque la cerveza y el agua eran las bebidas principales, los textos conservados también demuestran un gran aprecio por el vino, considerado como un producto de lujo y llamado kerānum o, más raramente, karānum en asirio. El vino se elaboraba principalmente con uvas cultivadas en Capadocia, aunque también existían otras procedencias, como el sur de Anatolia o ciertos lugares junto al río Éufrates o los montes Tauro. Cuando bebían cerveza, los asirios solían comer también pan de cerveza, hecho de cebada triturada. En determinadas situaciones, el consumo de cerveza parece haberse formalizado; los textos cuneiformes encontrados en Kanesh indican que los comerciantes del antiguo imperio asirio compraban y consumían cerveza al comprar un animal, al completar un viaje, al cruzar un río y al concertar reuniones con funcionarios importantes. También está claro que a los guardias y funcionarios de peaje no sólo se les pagaba con dinero, sino que también se les ofrecían regularmente regalos como la cerveza. El vino también parece haberse consumido en algunos contextos rituales, como cuando se hacía un juramento a una deidad.

## Vivienda

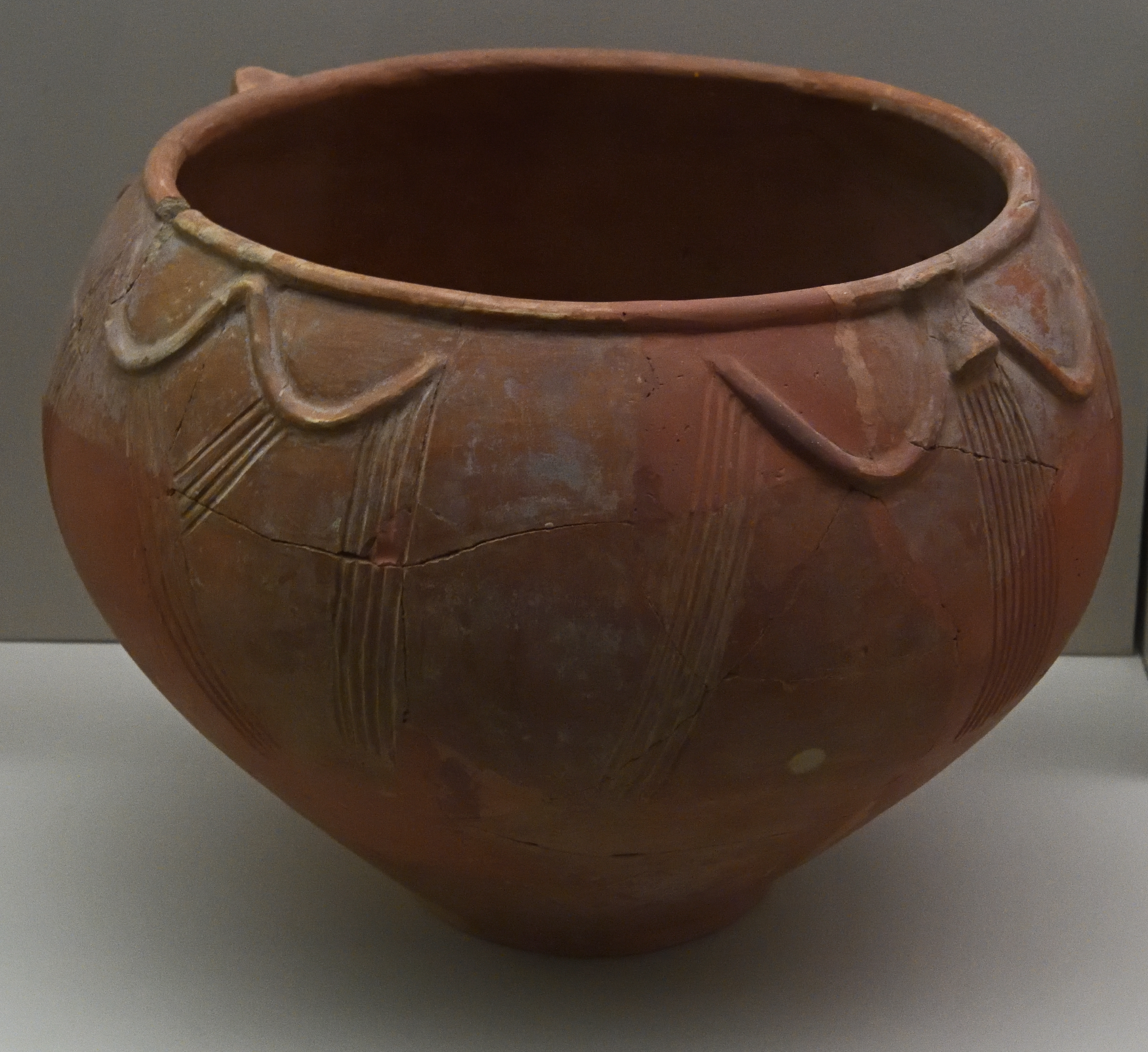
Vasija con relieve. Museo Arqueológico de Niğde

La casa era el edificio que alojaba a las personas para pasar la noche pero, sobre todo, representaba a la familia que la habitaba: se transmitía de generación en generación y los antepasados de la familia estaban enterrados bajo su suelo. Las casas se construían con ladrillos de barro, utilizando cañas y vigas de madera para los techos, escaleras y el mobiliario. Las casas requerían un mantenimiento regular: había que renovar con frecuencia los ladrillos y las vigas así como el yeso del techo y de las paredes. Según las excavaciones realizadas en Kanesh algunas de las casas habitadas por comerciantes asirios constaban de dos pisos, una cocina con un horno en el centro, almacenes y una habitación cerrada. Los residentes de estos hogares vivían y dormían en el piso superior. Fruto de prospecciones arqueológicas se extrajeron diversos objetos domésticos del interior de las casas: vasijas de arcilla y metal, cuencos, jarrones, ollas y calderos. Algunos textos registran inventarios de casas en el que se citan lámparas, cuencos, tazas, recipientes, cubiertos, mesas, y calderos.

## Mujeres consagradas
En varias familias asirias antiguas, especialmente las más ricas, los padres consagraban a su hija mayor a un dios, presumiblemente Asur. Era un acto religioso de gratitud al dios por su floreciente comercio y una forma de confirmar su posición social. Las mujeres consagradas (gubabtum) vivían de forma independiente en Assur, posiblemente cerca del templo. Una niña era consagrada antes de tener la edad suficiente para casarse. Una vez consagrada al dios, la mujer no podía casarse, pero era económicamente independiente. Disponía de un capital propio con el que participaba en las actividades comerciales de su familia, invirtiendo en el comercio a distancia y prestando dinero. Era la dueña de la casa en la que vivía y, al igual que sus hermanos, podía heredar de su padre. Incluso era libre de viajar y establecerse en una tierra extranjera, donde podía tener una casa propia.

## Fallecimiento y sucesión
Si el marido moría, sus hijos heredaban sus bienes y debían cuidar de su madre. Si no había hijos, la viuda se quedaba con su dote y podía volver a casarse. Si el marido había redactado un testamento, su mujer también podía heredar sus bienes y propiedades. Cuando una madre moría, sus hijos heredaban su dote, si no habían descendientes directos, la dote se devolvía a la familia de la esposa fallecida. En el caso de matrimonio bígamo citado más arriba, cada una de las dos esposas puede heredar independientemente de su marido, pero no existe un testamento en el que aparezcan simultáneamente la esposa principal y la secundaria. Si un hombre había muerto con deudas pendientes, sus hijos se hacían responsables de pagarlas antes de recibir su herencia. Las hijas no eran responsables de estas deudas impagadas. El cuidado de los ancianos recaía principalmente en los hijos varones y, tras el fallecimiento del padre también eran responsables de organizar y pagar sus funerales. Tras la ceremonia fúnebre, había un largo periodo de luto. Se creía que los difuntos vivían en el inframundo de la antigua Mesopotamia como fantasmas y que podían aparecer en los sueños de sus descendientes. Los miembros de la familia fallecidos solían ser honrados con oraciones y ofrendas, una práctica que se facilitaba porque solían ser enterrados bajo las casas de sus descendientes y parientes. Debido a esta tradición resultaba muy complicado para los descendientes vender o desprenderse de la casa familiar.